# Таліса Сото
Таліса Сото (англ. Talisa Soto; (27 березня 1967 , Бруклін, Нью-Йорк ) — американська акторка і фотомодель, відома роллю принцеси Кітани у фільмах «Смертельна битва» та «Смертельна битва 2: Знищення».

## Життєпис
Народилася 27 березня 1967 року в Брукліні, Нью-Йорк, США. Її батьки переїхали до Брукліна з Пуерто-Рико у 1950-х. Поки Талісі була малою, вони вирішили змінити місце проживання на Нортгемптон, Массачусетс у США.
Була одружена з Луїсом Менділором, після віддала перевагу його братові Костасу Менділору і прожила з ним у шлюбі три роки з 1997 по 2000 рік. Вони були друзями з дитинства. Згодом Сото зустріла Бенджаміна Бретта на зйомках фільму «Пінеро». 13 квітня 2002 року одружилася з ним. У шлюбі народила двох дітей — доньку Софію Розалінду (6 грудня 2002) та сина Матео Бревері (3 жовтня 2005).

## Кар'єра
Здобула першу модельну роботу в 1982 році, у 15-річному віці. У 1985 році намагалася укласти контракт з модельним агентством «Ford Models», але отримала відмову, тому що виглядала «надто» латиною. Тоді підписала контракт із Click Model Management і поїхала працювати до Європи. Вона утвердилася у статусі однієї з найкращих моделей 1980-х і була дуже зайнята модельною кар'єрою, працюючи в Італії та Франції. З'являлася на обкладинках "Vogue", «Mademoiselle», "Glamour" та "Self".
У 1988 році повернулася до США, пройшла прослуховування та отримала роль Індії у своєму дебютному фільмі Пола Моріссейя «Spike of Bensonhurst». У 1989 році вона знялася у фільмі про суперагента Джеймса Бонда, «Ліцензія на вбивство», разом з Тімоті Далтоном, а також виконала роль Марії Рів'єра в музичній драмі «Королі мамбо».
Взяла участь більш ніж у 20 фільмах, таких як « Смертельна битва» в 1995 році в ролі принцеси Кітани; «Пінеро» у 2001 році, де знявся Бенджамін Бретт; і « Балістика: Екс проти Сівер» у 2002 році разом із Люсі Лью та Антоніо Бандерасом.
Як запрошений артист знялася в телесеріалі «C-16: FBI». У 1995 році зіграла роль Доньї Джулії в іронічній комедії « Дон Жуан де Марко», де актор Джонні Депп виконав головну роль. Також актриса знялася в музичному відео на пісню «I Need to Know» виконавця та актора Марка Ентоні. У 1996 році зіграла головну роль у манерному кіно «Вампірелла», заснованому на серії коміксів.
Також знялася у фільмах «Невинищений шпигун», « Ловець сонця», «Кар'єра», «Мухолівка», «Flight of Fancy» та «Острів мертвих».
У 1990 році потрапила до топ-листа «50 найкрасивіших людей у світі» за версією журналу «People». У 1995 році вона потрапила на обкладинку спортивного журналу « Sports Illustrated». посіла 58-ме місце у списку «100 гарячих жінок» журналу «Maxim» у 2002 році.

## Фільмографія
| Рік       |    | Українська назва                  | Оригінальна назва                   | Роль                |
| --------- | -- | --------------------------------- | ----------------------------------- | ------------------- |
| 1984      | ф  | Хрещений батько Гринвіч-Вілледж   | The Pope of Greenwich Village       | танцівниця          |
| 1988      | ф  |                                   | Spike of Bensonhurst                | Індія               |
| 1989      | ф  | Ліцензія на вбивство              | Licence to Kill                     | Люп Ламора          |
| 1990      | тф |                                   | Silhouette                          | Маріанна Ерреро     |
| 1991      | тф | Тюремні історії: Жінки за ґратами | Prison Stories: Women on the Inside | Росіна              |
| 1992      | ф  | Королі мамбо                      | The Mambo Kings                     | Марія Рівера        |
| 1992      | ф  |                                   | Hostage                             | Джоанна             |
| 1993—1994 | с  | Серця заходу                      | Harts of the West                   | Кессі               |
| 1995      | ф  | Дон Жуан де Марко                 | Don Juan DeMarco                    | Дону Хулія          |
| 1995      | ф  | Смертельна битва                  | Mortal Kombat                       | принцеса Кітана     |
| 1996      | ф  | Невинищений шпигун                | Spy Hard                            | спокусниця в готелі |
| 1996      | ф  | Ловець сонця                      | The Sunchaser                       | жінка Навахо        |
| 1996      | в  | Вампірелла                        | Vampirella                          | Вампірелла          |
| 1997      | ф  | Кар'єра                           | The Corporate Ladder                | Сьюзан Тейлор       |
| 1997      | ф  | Смертельна битва: Знищення        | Mortal Kombat: Annihilation         | принцеса Кітана     |
| 1998      | с  | C-16: ФБР                         | C-16: FBI                           | Росмарі Варгас      |
| 1999      | ф  | Мухоловка                         | Flypaper                            | Аманда              |
| 2000      | ф  |                                   | That Summer in LA                   | Марисабель          |
| 2000      | ф  |                                   | Flight of Fancy                     | Мерседес Маркес     |
| 2000      | тф | Острів мертвих                    | Island of the Dead                  | Меліїсу ОКіф        |
| 2001      | ф  | Пінеро                            | Piñero                              | Шугар               |
| 2002      | ф  | Балістик: Екс проти Сівер         | Ballistic: Ecks vs. Sever           | Рейн Гент           |
| 2009      | ф  | Місія                             | La mission                          | Анна                |
| 2013      | ф  | Елізіум — рай не на Землі         | Elysium                             | Тіша                |

## Нагороди та номінації
| Рік  | Нагорода      | Категорія                                      | Робота | Результат |
| ---- | ------------- | ---------------------------------------------- | ------ | --------- |
| 1989 | ShoWest Award | Female Star of Tomorrow                        |        | Перемога  |
| 2002 | ALMA          | Найкраща актриса другого плану в ігровому кіно | Пінеро | Номінація |